# Theorie der multiplen Intelligenzen
Die Theorie der multiplen Intelligenzen ist eine empirisch nicht belegte Intelligenztheorie, die Howard Gardner in den 1980er Jahren aufgestellt hat. Nach seiner Überzeugung reichen die klassischen Intelligenztests nicht aus, um Fähigkeiten zu erkennen (und entsprechend zu fördern), die über den Erfolg im Leben in verschiedenen kulturellen Umfeldern (bzw. Berufen) entscheiden. Obwohl die Theorie nicht belegt werden konnte, hat Gardner in seinem Buch The Unschooled Mind daraus Vorschläge gemacht, wie Schulen lehren und die Fähigkeiten von Schülern fördern sollten und dafür weltweit über 30 Ehrendoktortitel erhalten. Obwohl die Theorie keiner empirischen Überprüfung standhält und daher von der Intelligenzforschung abgelehnt wird, hat sie sich in der Erziehungswissenschaften teilweise etabliert.

## Die Intelligenzen
Howard Gardner versteht unter Intelligenz eine Anzahl von Fähigkeiten und Fertigkeiten, die notwendig sind, um echte (genuine) Probleme zu lösen oder Schwierigkeiten in einem bestimmten kulturellen Umfeld zu überwinden. Dazu gehört auch die Fähigkeit, (neue) Probleme zu erkennen und damit den Grundstein für den Erwerb von neuem Wissen zu legen. Aus der Aufarbeitung der Evolutionstheorie, dem Studium so genannter Savants (Menschen mit Inselbegabung) und aus der Untersuchung historisch herausragender Talente wie Einstein, Picasso, Stravinsky oder Gandhi entwickelte Gardner sein Konzept der multiplen Intelligenzen, die er dann um weitere Fähigkeiten erweitert hat. Die ersten acht publizierten Intelligenzen kann man wie folgt beschreiben:
Sprachlich-linguistische IntelligenzZur sprachlichen Intelligenz gehören die Sensibilität für die gesprochene und die geschriebene Sprache, die Fähigkeit, Sprachen zu lernen, und die Fähigkeit, Sprache zu bestimmten Zwecken zu gebrauchen. Erfolgreiche Rechtsanwälte, Redner, Schriftsteller und Dichter zählen zum Kreis der Personen mit hoher sprachlicher Intelligenz.
Logisch-mathematische IntelligenzZur logisch-mathematischen Intelligenz gehört die Fähigkeit, Probleme logisch zu analysieren, mathematische Operationen durchzuführen und wissenschaftliche Fragen zu untersuchen. Von der logisch-mathematischen Intelligenz machen Mathematiker, Logiker, Programmierer und Naturwissenschaftler Gebrauch.
Musikalisch-rhythmische IntelligenzMusikalische Intelligenz bedeutet die Begabung zum Musizieren, zum Komponieren und Sinn für die musikalischen Prinzipien.
Bildlich-räumliche IntelligenzZur räumlichen Intelligenz gehört der theoretische und praktische Sinn einerseits für die Strukturen großer Räume, die zum Beispiel von Seeleuten und Piloten zu erfassen sind, andererseits aber auch für das Erfassen der enger begrenzten Raumfelder, die für Bildhauer, Chirurgen, Schachspieler, Ingenieure, Graphiker oder Architekten wichtig sind.
Körperlich-kinästhetische IntelligenzDie körperlich-kinästhetische Intelligenz enthält das Potenzial, den Körper und einzelne Körperteile (wie Hand oder Mund) zur Problemlösung oder zur Gestaltung von Produkten einzusetzen. Vertreter dieser Intelligenz sind Tänzer, Schauspieler und Sportler. Wichtig ist diese Form der Intelligenz aber auch für Handwerker, Chirurgen, Mechaniker und Angehörige vieler anderer technischer Berufe.
Interpersonale Intelligenz (auch Soziale Intelligenz nach David Wechsler)Als interpersonale Intelligenz wurde die Fähigkeit bezeichnet, auch unausgesprochene Motive, Gefühle und Absichten anderer Menschen nachempfindend zu verstehen (vergleichbar mit Empathie) und deren Stimmungen und Emotionen zu beeinflussen. Diese Fähigkeit ist eine wesentliche Voraussetzung für den erfolgreichen Umgang mit anderen Menschen. Gardner sieht diese Fähigkeiten bei politischen oder religiösen Führern, bei geschickten Eltern und Lehrern sowie bei anderen beratenden oder heilenden Berufen besonders stark ausgeprägt.
Intrapersonelle IntelligenzDie intrapersonelle Intelligenz ist die Fähigkeit, die eigenen Gefühle, Stimmungen, Schwächen, Antriebe und Motive zu verstehen und zu beeinflussen. Diese Personen haben nach Gardner ein zutreffendes mentales Modell ihrer Persönlichkeit, das ihnen hilft, in verschiedenen Situationen die eigenen Verhaltensweisen zu antizipieren. Diese interne, auf Selbsterkenntnis beruhende, wie Gardner sie nennt, „central intelligence agency“ verhilft Menschen zu richtigen Entscheidungen. Die interpersonale und die intrapersonelle Intelligenz sind die Grundbausteine der Theorie der Emotionalen Intelligenz, wie sie von John D. Mayer und Peter Salovey entwickelt und später von Daniel Goleman popularisiert wurde. Die intrapersonelle Intelligenz ist bei Schriftstellern, Schauspielern und Künstlern besonders ausgeprägt.
Naturalistische IntelligenzIn der Zwischenzeit spricht Gardner von einer weiteren Intelligenz: „Mein kritischer Durchgang lässt klar erkennen, dass die Erweiterung der ursprünglichen Siebenerliste um den Begriff der naturalistischen Intelligenz gerechtfertigt ist.“ Die naturalistische Intelligenz umfasst die Fähigkeit, Naturphänomene zu beobachten, zu unterscheiden, zu erkennen, sowie eine Sensibilität für sie zu entwickeln. Diese Fähigkeit ist für Naturforscher, Umweltspezialisten, Tierärzte und Köche wichtig.
Gardner zieht neben diesen acht von ihm identifizierten Formen der Intelligenz noch eine weitere neunte in Betracht, die existenzielle Intelligenz oder spirituelle Intelligenz, bei der es um grundlegende Fragen der Existenz geht. Vertreter dieser potentiellen Intelligenz wären v. a. religiöse und geistige Führer oder Philosophen.

## Würdigung
In der Pädagogik wird die Theorie der multiplen Intelligenzen weit rezipiert und als ein Gegenentwurf zur einseitigen psychologischen Intelligenzforschung gesehen. Über 30 Ehrendoktortitel hat Howard Gardner für seine Arbeit an der Theorie der multiplen Intelligenzen erhalten. In der Erziehungswissenschaft werden sie als moderner Entwurf einer Bildungstheorie gesehen. Die empirische Psychologie kritisiert sie dagegen als nicht belegt. Umgekehrt weist Gardner die psychologischen Methoden der Intelligenzforschung als unzureichend zurück.